# Anche per Django le carogne hanno un prezzo
Anche per Django le carogne hanno un prezzo è un film del 1971 diretto da Luigi Batzella.

## Trama
I fratelli Cortez e la loro banda hanno rapinato una banca e rapito la fidanzata di Django, nascondendosi in una grotta. Django li insegue con l'aiuto dell'agente Fulton, che si occupa di riportare l'oro in banca.